# Stax Records
La Stax Records è una casa discografica statunitense, fondata a Memphis nel 1957 con il nome di Satellite Records.
Cambiò nome in Stax Records nel 1961, e fu in attività fino al 1976, anno nel quale chiuse per bancarotta. Il nome Stax è la crasi dei cognomi dei due fondatori, Stewart e Axton.
Nel giugno del 1977 la Fantasy Records, etichetta facente parte del Concord Music Group, acquistò i diritti sul catalogo della Stax.
Nel dicembre del 2006 la Concord Music Group ha annunciato la riattivazione della Stax Records, con la pubblicazione della raccolta Stax 50: A 50th Anniversary Celebration, un box set composto da 2 CD con 50 delle migliori tracce della storia dell'etichetta.
La Stax ebbe un ruolo importante nella nascita del Southern soul e del Memphis soul. Pubblicò anche dischi gospel, funk, e blues. Pubblicò dischi di popolari gruppi etnicamente misti (tra cui la house band, Booker T. & the M.G.'s) ed ebbe sia dipendenti sia artisti integrati razzialmente, cosa senza precedenti in quel momento di conflitti e tensioni razziali a Memphis e nel Sud degli Stati Uniti. Secondo l'etnomusicologo Rob Bowman, il fatto che l'etichetta usasse per tutte le sue registrazioni lo stesso gruppo di musicisti e un ristretto numero di compositori diede ai suoi dischi un suono facilmente identificabile. Era un suono basato su gospel nero, blues, country e gli esordi del rhythm and blues (R&B). Divenne noto come southern soul music."
Dopo la morte della più grande stella della Stax, Otis Redding, nel 1967, e la fine dell'accordo di distribuzione dell'etichetta con l'Atlantic Records nel 1968, la Stax continuò principalmente sotto la supervisione di un nuovo comproprietario, Al Bell. Nel corso dei successivi cinque anni, Bell estese significativamente l'attività dell'etichetta, al fine di competere con la principale rivale della Stax, la Motown di Detroit. Durante la metà degli anni 1970, una serie di fattori, tra cui un accordo di distribuzione problematico con la CBS Records, condusse all'insolvenza della Stax, con conseguente chiusura forzata alla fine del 1975.

## Storia

### 1957-1960: Primi anni come Satellite Records
Stax Records fu fondata con il nome Satellite Records a Memphis nel 1957 da Jim Stewart, e all'inizio aveva sede in un garage. Le prime pubblicazioni della Satellite erano dischi di musica country, rockabilly dischi o pop, secondo i gusti di Stewart (un violinista country) all'epoca.
Nel 1958 la sorella di Stewart Estelle Axton entrò nel capitale della società. Prendendo un rischio considerevole, ipotecò la casa della sua famiglia per investirvi 2 500 dollari (22 425 dollari del 2020), consentendo alla Satellite di acquistare un registratore a nastro Ampex 350.
La società creò un piccolo studio di registrazione in un garage a Brunswick nel 1959. Nel 1970 Stewart ricordò questa fase: "Non ricordo nemmeno l'indirizzo. Non avevamo alcun impianto audio o qualsiasi altra cosa, tutto quello che avevamo era un piccolo edificio e un sacco di desiderio."
In quel periodo il produttore della società Chips Moman fece conoscere a Stewart la musica rhythm and blues. Nell'estate dello stesso anno, Satellite pubblicò il suo primo disco di un pezzo rhythm and blues, "Fool in Love", dei Veltones, che fu subito ripreso per essere distribuito a livello nazionale dalla Mercury Records. Tuttavia la Satellite rimase principalmente un'etichetta country e pop per diversi mesi.
Durante la promozione di "Fool in Love", Stewart incontrò il disc jockey e cantante R&B di Memphis Rufus Thomas, rimanendone colpito. Più o meno nello stesso periodo, e su sollecitazione di Chips Moman, Stewart trasferì la compagnia di nuovo a Memphis in un vecchio cinema, l'ex Capitol Theatre; Stewart ricordò di aver scelto l'edificio perché "era nell'area vicino a dove Rufus Thomas (disc jockey di WDIA Radio) viveva [insieme a] molti altri musicisti e compositori che lavorano ancora oggi con lo studio. Sono sbarcati da noi e ci siamo rimasti radicati nel campo del rhythm and blues." Nell'estate del 1960 Rufus Thomas e sua figlia Carla furono i primi artisti a registrare in questa nuova struttura; il disco, "Cause I Love You" (attribuito a Rufus & Carla), fu un notevole successo regionale e fu ripreso per la distribuzione nazionale dalla Atlantic Records con la sua sussidiaria Atco. Vendette in totale tra le trenta e le quarantamila copie, diventando il più grande successo della Satellite all'epoca.

### 1961: cambio di nome in Stax e inizio della partnership con Atlantic
Con il successo di "Cause I Love You", Stewart stipulò un accordo di distribuzione dando alla Atlantic la precedenza nella pubblicazione dei dischi della Satellite. Da questo momento in poi, Stewart si concentrò sempre di più sulla registrazione e sulla promozione di musica rhythm and blues. Dal 1961 in poi, praticamente tutta la produzione della Satellite (e delle sue etichette successive Stax e Volt) sarebbe stata in stile R&B e southern soul.
Come parte dell'accordo con la Atlantic, la Satellite accettò di continuare a fare le registrazioni dei dischi di Carla Thomas, ma questi sarebbero stati pubblicati con l'etichetta Atlantic. Il suo primo successo, "Gee Whiz", divenne un successo all'inizio del 1961. Le sue registrazioni avrebbero continuato a essere pubblicate dalla Atlantic fino alla metà del 1965, sebbene gran parte del suo lavoro fosse stato registrato negli studi Satellite (in seguito Stax) o a Nashville sotto la supervisione della Stax.
Nel giugno 1961 la Satellite ingaggiò un gruppo strumentale locale, i Royal Spades. Cambiando il loro nome in Mar-Keys, la band registrò e pubblicò il singolo "Last Night", che raggiunse il numero 3 delle classifiche pop statunitensi e il numero 2 di quelle R&B.
"Last Night" fu il primo singolo ad essere distribuito a livello nazionale dall'etichetta Satellite. Ciò portò a un reclamo di un'altra società di nome Satellite Records, operativa in California da alcuni anni e fino ad allora ignara della Satellite di Memphis. Di conseguenza, nel settembre 1961, la Satellite cambiò definitivamente il suo nome in "Stax Records", una contrazione dei cognomi dei due proprietari dell'azienda: Jim Stewart ed Estelle Axton.

### 1962–1964: Stax e Volt in ascesa
Nel 1962 tutto era congeniale perché la Stax evolvesse da etichetta regionale di successo a potenza nazionale nel R&B, assieme a Motown e Atlantic. Durante il corso degli anni 1960 l'attività dell'etichetta sarebbe stata notevolmente aiutata da diversi fattori unici, tra cui il negozio di dischi dell'etichetta, lo studio, il reparto artisti e repertorio (A&R) e la house band, che votava regolarmente con Stewart su quali dischi avrebbero dovuto essere pubblicati dall'etichetta.

#### Negozio di dischi
Mentre Stewart gestiva lo studio di registrazione dove c'era l'auditorium, Axton gestiva il negozio di dischi Satellite, che aprì nel vecchio foyer del cinema, dove c'era il chiosco dei rinfreschi. Il negozio in seguito si estese nell'adiacente bottega di barbiere lasciata libera. Il negozio Satellite vendeva dischi di un'ampia varietà di etichette, il che dava al personale Stax una conoscenza diretta del tipo di musica in vendita e successivamente si rifletteva nella musica registrata dalla Stax. Il negozio divenne rapidamente un ritrovo popolare per gli adolescenti locali e fu usato per saggiare i potenziali singoli Stax sul mercato, facendo suonare nel negozio pezzi appena registrati e osservando la reazione dei clienti presenti. Costituì inoltre una fonte di introiti nei primi anni, quando l'etichetta cercava di affermarsi. Nel suo libro del 2013 Respect Yourself: Stax Records and the Soul Explosion, Robert Gordon ha sottolineato l'importanza di Estelle Axton per l'azienda. Spesso chiamata "Miz Axton" o "Lady A.", era rispettata dai dipendenti e dagli artisti Stax ed era considerata una figura materna all'interno della società. Sebbene non avesse studi specifici né esperienza nel marketing, aveva un infallibile istinto per la musica e diede molti preziosi suggerimenti ai giovani compositori e musicisti.

#### A&R
Il primo direttore di A&R Chips Moman lasciò l'azienda alla fine del 1961 dopo un disaccordo sui diritti con Stewart; presto aprì il suo studio dall'altra parte della città. Il membro di Mar-Keys Steve Cropper sostituì Moman come assistente di Stewart e direttore di A&R. Cropper sarebbe diventato rapidamente un compositore, produttore e chitarrista di sessione su decine di singoli Stax.

#### House band
Nei primi anni allo Stax, la house band non era stabile, sebbene Cropper, il bassista Lewie Steinberg, il batterista Curtis Green e i fiati Floyd Newman, Gene "Bowlegs" Miller e Gilbert Caple fossero quasi sempre presenti.
Nel 1962 il polistrumentista Booker T. Jones era anche un musicista di sessione regolare allo Stax (era principalmente un pianista e organista, ma suonava il sax in "Cause I Love You"), così come il bassista Donald "Duck" Dunn. A Jones, Steinberg e Cropper si aggiunse a metà del 1962 ol batterista Al Jackson per formare i Booker T. & the M.G.'s, un insieme strumentale che avrebbe inciso a proprio nome numerosi singoli di successo, fungendo anche da house band de facto per virtualmente ogni registrazione effettuata a Stax dal 1962 al 1970 circa. Dunn alla fine divenne il bassista principale della band, sostituendo Steinberg nel 1964. Jones era spesso assente da Stax per diversi anni a metà degli anni '60, mentre proseguiva i suoi studi musicali all'Università dell'Indiana, quindi durante questo periodo Isaac Hayes di solito lo sostituiva come pianista regolare della house band.
Hayes aveva fatto un'audizione per la Stax nel 1962, senza successo, ma nel 1964 divenne una parte essenziale della house band Stax, insieme al suo compagno di canzoni, David Porter. Cropper, Dunn, Hayes, Jackson, Jones e Porter erano conosciuti nella Stax come i "sei grandi" e furono (o come gruppo o in varie combinazioni) responsabili della produzione di quasi tutta la produzione dell'etichetta dal 1963 circa fino a 1969.
I metodi di lavoro della house band Stax erano insoliti per la registrazione di musica leggera all'epoca, ed è stato questo ad attirare l'interesse di Jerry Wexler della Atlantic. Nella maggior parte delle principali case discografiche dell'epoca, il produttore dell'etichetta o il direttore di A&R reclutavano uno studio di registrazione, un arrangiatore e i musicisti di sessione che avrebbero dovuto supportare il cantante o lo strumentista in primo piano e l'arrangiatore avrebbe scritto gli arrangiamenti degli spartiti per i musicisti. Tali sessioni erano regolamentate dal sindacato dei musicisti ed erano gestite rigorosamente "a tempo" e c'era una rigida demarcazione tra lo studio e la sala di controllo. Al contrario, le sessioni di Stax duravano tutto il tempo necessario, i musicisti si muovevano liberamente tra la sala di controllo e lo studio e tutti erano liberi di dare suggerimenti e contributi.
Notizie degli insoliti metodi di lavoro di Stax arrivarono a Wexler per la prima volta nell'autunno del 1963. Egli si aspettava un nuovo singolo da Carla Thomas, ma quando contattò la Stax gli fu detto che non erano stati in grado di registrare per due settimane a causa di guasti all'attrezzatura, quindi ha immediatamente portato l'ingegnere di casa altamente qualificato dell'Atlantic Tom Dowd a Memphis quel venerdì. Dowd ha fatto riparare l'attrezzatura entro due giorni e la domenica è stato in grado di agire come ingegnere durante la creazione di una nuova pista Rufus Thomas. È rimasto stupito dall'atmosfera libera e improvvisata della sessione e dal modo in cui Thomas e i musicisti hanno sviluppato e registrato la canzone: Thomas ha semplicemente cantato il nuovo numero per la band una o due volte, canticchiando suggerimenti per le loro parti e suonando il ritmo battendo i denti vicino alle loro orecchie. Una volta stabilito il nuovo arrangiamento della testata, Dowd ha iniziato a registrare e Thomas e la band hanno inchiodato la canzone in sole due riprese. Quando Dowd tornò a New York il giorno successivo, ebbe il nastro del successo di Thomas "Walking the Dog", che Jim Stewart lodò come il disco con il miglior suono che Stax avesse mai prodotto. Wexler in seguito ha commentato:

#### Studio Stax
Un altro fattore importante per il successo di Stax è stato lo studio di registrazione. Era un cinema convertito con ancora il pavimento inclinato dove un tempo c'erano i sedili. Poiché la stanza era sbilanciata, creava un'anomalia acustica che era udibile nelle registrazioni, spesso dando loro un suono grande, profondo ma crudo. Lo storico della musica soul Rob Bowman osserva che a causa del suono caratteristico, gli appassionati di musica soul riescono a dire fin dalle prime note se una canzone è stata registrata allo Stax.

#### Primi successi
La più grande stella dell'etichetta, il cantante soul Otis Redding, arrivò nel 1962. Redding, tuttavia, tecnicamente non era Stax, ma dell'etichetta sorella Volt. In quell'epoca, molte stazioni radio, ansiose di evitare anche il rischio di payola, spesso si rifiutavano di trasmettere più di una o due nuove canzoni contemporaneamente da una singola etichetta discografica, per non dare l'impressione di offrire favoritismi a nessuna etichetta particolare. Per aggirare questo problema, Stax, come molte altre case discografiche, creò una serie di etichette sussidiarie. Volt, fondata alla fine del 1961, era l'etichetta di Otis Redding, dei Bar-Kays e di pochi altri artisti. I dischi Volt furono inizialmente pubblicati da Atlantic attraverso la sua controllata Atco Records. Tra le altre sussidiarie Stax nel corso degli anni vi furono la Enterprise (dal nome della USS Enterprise di Star Trek, di cui Al Bell era appassionato), Chalice (un'etichetta gospel), Hip e Safice.
Il primo singolo di Redding, "These Arms of Mine", pubblicato nell'ottobre 1962, entrò in classifica sia R&B sia pop. Redding fu il primo artista Stax/Volt a raggiungere costantemente le classifiche ad ogni disco, tra cui tutti i 17 singoli di Redding pubblicati durante la sua vita. Anche Carla Thomas entrava in classifica con regolarità, ma i suoi dischi precedenti al 1965 erano su Atlantic, non su Stax o Volt.
A partire dal 1965, quando l'etichetta ha formalizzato il suo accordo di distribuzione con Atlantic, gli artisti Stax/Volt hanno scalato le classifiche molto più frequentemente.

### 1965–1967: il continuo successo di Stax/Volt
Nel 1965 Jim Stewart firmò un accordo formale di distribuzione nazionale con l'Atlantic Records, anche se fatalmente firmò il contratto senza leggerlo, una decisione che sarebbe poi costata cara all'etichetta. Anche Carla Thomas fu formalmente sotto contratto della Stax dal 1965. Forse ancora più importante per le fortune dell'etichetta, il due compositori Isaac Hayes e David Porter iniziarono ad affermarsi con successo. Hayes partecipò anche permanentemente alla house band Stax, spesso sostituendo Booker T. Jones, che studiava musica a tempo pieno all'Università dell'Indiana durante la metà degli anni 1960.
Oltre ai successi dei fedelissimi Redding, Booker T. & the MG's e Carla Thomas, il 1965 vide il debutto nelle classifiche degli artisti Stax Astors e Sam & Dave, oltre agli artisti Volt, i Mad Lads. Sam e Dave erano tecnicamente sotto contratto con la Atlantic, ma furono "affittati" alla Stax, che supervisionava le loro registrazioni e le pubblicava con la propria etichetta. Praticamente tutto il materiale Stax di Sam & Dave è stato scritto e prodotto da Hayes e Porter.
Jerry Wexler della Atlantic portò anche Don Covay e Wilson Pickett a registrare alla Stax, pur pubblicando poi le canzoni con la Atlantic. I successi di Covay "See Saw" e "Sookie Sookie" e i successi di Pickett del 1965 e del 1966 "In the Midnight Hour", "Don't Fight It", "634-5789" e "Ninety-Nine and a Half (Won't Do)" erano tutte canzoni Stax tranne il nome, poiché erano tutte scritte in collaborazione con Steve Cropper, registrate alla Stax e supportate dalla house band Stax. Sebbene Wexler fosse molto innamorato dei metodi di registrazione "senza additivi" di Stax, una sessione di registrazione di Wilson Pickett sfociò in una lite con la house band. Stewart telefonò a Wexler subito dopo la sessione di Pickett e gli disse che non voleva più fare produzioni di artisti esterni. Un artista della Atlantic che non poté avvalersi della Stax fu Aretha Franklin, da poco ingaggiata.
Tra il 1966 e il 1967 la Stax e le sue sussidiarie continuarono con i successi con Otis Redding, Sam e Dave, Carla Thomas, William Bell, Booker T. & the MG's, Eddie Floyd, the Bar-Kays, Albert King, e i Mad Lads. Nel 1966 Floyd registrò una canzone chiamata "Knock on Wood", scritta con Steve Cropper; Stewart inizialmente non era favorevole a pubblicarla ma fu messo in minoranza dalla solita votazione con la house band house e la canzone divenne un grande successo internazionale.
A differenza della Motown, la Stax usava raramente i concerti per promuovere i suoi artisti. Il primo di questi concerti fu nell'estate del 1965, a Los Angeles anziché a Memphis. Sebbene lo spettacolo fosse stato un successo, le rivolte di Watts iniziarono il giorno dopo e diversi artisti Stax rimasero bloccati a Watts durante la violenza. Stax organizzò anche un concerto di Natale a Memphis per diversi anni. Una serie di concerti Stax in Inghilterra e Francia nel 1967 registrò il tutto esaurito. La Stax pubblicò diversi album dal vivo dalle registrazioni del tour, tra cui "Otis Live in Europa".

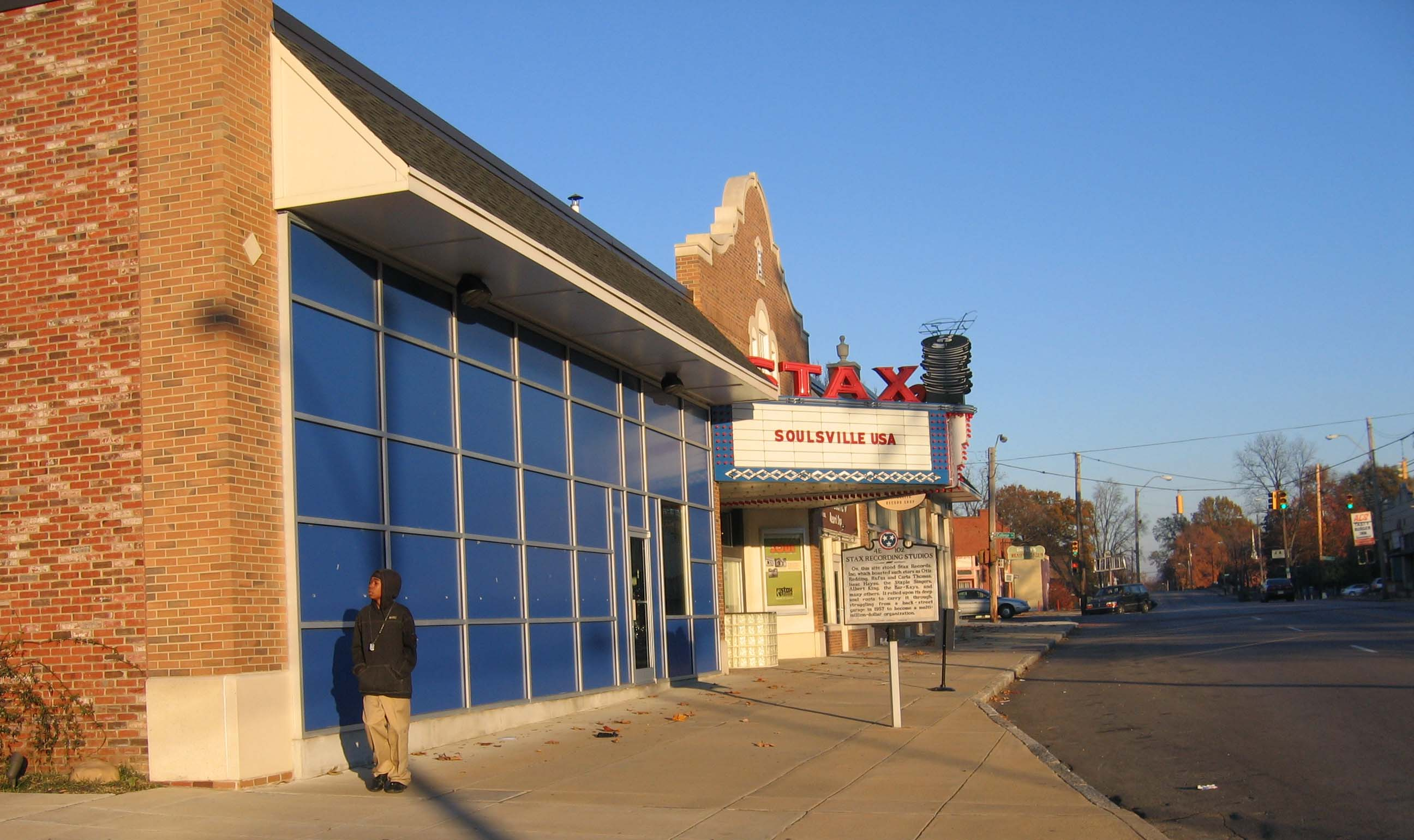
Lo Stax Museum in McLemore Avenue a Memphis, fondato nel 2003, è una replica dello studio Stax, costruito nello stesso sito in cui si sono svolte molte delle storiche sessioni di registrazione Stax. Lo studio Stax originale è stato demolito nel 1989.

Nel 1967 la Stax era all'apice della sua fama. Oltre a Otis Redding c'erano i cantanti soul Sam & Dave, Carla Thomas e il compositore Isaac Hayes, che avrebbe avuto un profondo impatto sulla musica funk negli anni 1970. Sotto contratto c'era anche la house band Booker T. & the M.G.'s, che stavano rompendo la barriere della segregazione razziale: due dei membri della band erano neri e due bianchi, cosa all'epoca inaudita a causa dei disordini razziali negli Stati Uniti.
In contrasto con le fortune in rapida crescita della Stax in questo periodo, la maggior parte della house band faticava a guadagnarsi da vivere: i musicisti spesso lavoravano per lunghe ore in studio durante il giorno, scrivendo canzoni e arrangiamenti, ma venivano pagati per le registrazioni solo per le sessioni vere e proprie, quindi la maggior parte doveva suonare in locali notturni. Per rimediare a questo, nel 1966 Al Bell assegnò uno stipendio fisso ai cosiddetti "sei grandi" (Hayes, Porter e i Booker T. & the M.G.'s) di 125 dollari a settimana (997 dollari del 2020). Ciò permise loro di lasciare i loro lavori notturni e diventare musicisti professionisti in studio a tempo pieno, e da questo momento in poi Booker T. & the M.G.'s suonarono per praticamente tutti gli artisti che registrarono allo Stax. Bell convinse inoltre Jim Stewart a creare un "fondo di produzione", in cui una piccola parte dei pagamenti delle royalty che Stax stava ricevendo da Atlantic è stata divisa equamente tra i Big Six per pagarli per i loro doveri di produzione con gli artisti che hanno sostenuto.
La città sede della Stax, Memphis, era ancora una città segregata razzialmente e nel 1968 Martin Luther King, la guida del movimento per i diritti civili, vi fu assassinato nel 1968. Lo studio di registrazione Stax sembrava essere un'oasi nel tumulto del mondo fuori. Alcune delle canzoni di successo della Stax avevano nei testi riferimenti alla situazione sociale. Nel loro tour del 1967 in Europa alcuni degli artisti Stax furono colti alla sprovvista dall'accoglienza che ricevettero, migliore in alcune parti d'Europa che negli Stati Uniti.
Sebbene la serie di concerti europei fosse stato un enorme successo per gli artisti e la loro etichetta, allo stesso tempo costituì un cambiamento significativo nel panorama politico della Stax. In una movimentata riunione nella stanza d'albergo di Al Bell, durante il tour, Steve Cropper fu rimosso seduta stante dalla carica di direttore A&R, venendo sostituito da Al Bell stesso. Dopo il ritorno del gruppo a Memphis, Bell fu anche promosso vicepresidente esecutivo e gli strumentisti Wayne Jackson e Andrew Love furono assunti come impiegati stabili dalla Stax.

### 1968: rottura con la Atlantic
Nel 1967 la Atlantic fu venduta alla Warner Bros. Questo fece scattare una clausola sulla "persona chiave" (su cui Jim Stewart aveva insistito) nel contratto di distribuzione tra Stax e Atlantic. Ciò richiedeva la rinegoziazione o la risoluzione dell'accordo di distribuzione nel caso in cui la "persona chiave" nominata da Stewart all'Atlantic - Jerry Wexler - lasciasse la società o vendesse le sue azioni Atlantic. La Stax inizialmente sperava di entrare nell'Atlantic prima dell'acquisto da parte della Warner, quindi Jim Stewart, Estelle Axton e Al Bell si recarono a New York sperando di negoziare un accordo, ma secondo Stewart la cifra che proposta era "un insulto". Stewart si rivolse quindi direttamente alla Warner, ma la loro offerta fu ugualmente inaccettabile per la Stax.
Insoddisfatto di entrambe le offerte, Stewart chiese quindi la restituzione delle registrazioni originali della Stax, ma i dirigenti della Warner-Seven Arts rifiutarono, sulla base di una clausola nel contratto di distribuzione del 1965, scritta dall'avvocato della Atlantic, Paul Marshall, che dava alla Atlantic tutti i diritti, compresi quelli di riproduzione, su tutte le registrazioni Stax distribuite dalla Atlantic tra il 1960 e il 1967. Solo le sue registrazioni inedite rimasero di proprietà Stax; tutti i master consegnati ad Atlantic tra il 1960 e il 1967 sono ancora interamente di proprietà dell'attuale società madre di Atlantic, Warner Music Group.
Stewart considerava il patto con Wexler un "gentlemen's agreement", un accordo informale, e quando un contratto formale fu stipulato nel 1965 lo firmò senza leggerlo con attenzione, non accorgendosi quindi della clausola sulla proprietà delle registrazioni. Stewart era furioso per quello che considerava un tradimento da parte della Atlantic e di Wexler, anche se Wexler continuò a ripetere per anni che nemmeno lui aveva letto il contratto e non c'entrava per nulla con la clausola incriminata, e Wexler descrisse l'evento nella sua autobiografia del 1993 Rhythm and the Blues: "Non era possibile raddrizzare la situazione, Jim era stato fregato, e io continuo a star male al pensiero ancora oggi. Come risultato, Stewart non rinnovò il suo contratto di distribuzione con la Atlantic e, il 13 maggio 1968, vendette invece la Stax alla Paramount Pictures, già proprietaria della Dot Records. Di conseguenza, la Stax dovette fare a meno della parte più sostanziosa del suo catalogo e senza Sam & Dave, che erano stati ufficiosamente "in prestito" allo Stax fino a quel momento, e che furono costretti a tornare alla Atlantic (anche se non scrissero più canzoni di grande successo). La compagnia subì un altro duro colpo quando il suo più grande e popolare artista, Otis Redding, e tutti i membri dei Bar-Kays tranne due, morirono in un incidente aereo il 10 dicembre 1967. Nell'aprile del 1968 Martin Luther King fu assassinato al Lorraine Motel di Memphis, il luogo dove molti dipendenti della Stax si incontravano e mangiavano regolarmente, e dove Steve Cropper ed Eddie Floyd avevano scritto "Knock on Wood". Nelle rivolte che seguirono all'omicidio di King, molte proprietà nelle vicinanze dello studio Stax furono attaccate dai rivoltosi, ma la Stax rimase intatta.
Stewart rimase in azienda e Al Bell divenne vicepresidente e comproprietario dell'azienda, assumendo un ruolo più attivo man mano che Stewart lasciava le operazioni quotidiane. Estelle Axton non era d'accordo con le visioni di Bell per l'azienda e ciò portò a un contrasto tra i due. Costretto a scegliere tra sua sorella e il suo vicepresidente, Stewart chiese ad Axton di dimettersi dall'azienda. Nel 1970 ella vendette le sue azioni e in seguito fondò la Fretone Records, che ebbe un grande successo nel 1976 con la canzone "Disco Duck".

### 1968–1972: Stax come etichetta indipendente
Sebbene la Stax avesse perso i suoi artisti più preziosi, si riprese rapidamente. Johnnie Taylor diede alla Stax il suo primo grande successo dopo la Atlantic nel 1968 con Who's Making Love, che divenne il singolo più venduto dell'etichetta fino a quel momento. Per iniziare a ricostruire il suo catalogo la Stax, su ordine di Al Bell, pubblicò ben 27 album (un album di Rufus Thomas intitolato May I Have Your Ticket Please? doveva essere il 28º album pubblicato dalla Stax, ma l'album non fu mai finito) e 30 singoli nei primi mesi del 1969. Il produttore e compositore Isaac Hayes pubblicò in prima persona con Hot Buttered Soul. Originariamente visto solo come un progetto artistico solista per Hayes per aumentare i numeri, vendette oltre tre milioni di copie nel 1969. Nel giro di due anni Hayes si affermò come il principale artista dell'etichetta, noto particolarmente per la sua famosa e venduta colonna sonora del film blaxploitation del 1971 Shaft.
L'etichetta ebbe anche grande successo facendo passare gli Staple Singers dal gospel all'R&B tradizionale. Al Bell iniziò a ingaggiare molti altri artisti come i Dramatics, Frederick Knight e The Soul Children. Anche Rufus Thomas, uno dei primi artisti ingaggiati dall'etichetta, rinverdì i suoi successi con una serie di canzoni tra la fine degli anni '60 e l'inizio degli anni '70. Tuttavia, le vendite record della Stax nel complesso calarono sotto la Paramount, la cui direzione stava anche cercando di controllare maggiormente l'attività. Nel 1970 Stewart e Bell decisero di riacquistare l'etichetta, con l'aiuto finanziario della Deutsche Grammophon, la casa discografica europea di proprietà del colosso Grammophon-Philips (ribattezzata PolyGram nel 1972). Il finanziamento da parte della Deutsche Grammophon portò alla distribuzione delle successive registrazioni Stax al di fuori degli Stati Uniti con l'etichetta di musica leggera della Deutsche Grammophon, Polydor Records.
Nell'autunno del 1970, Steve Cropper e Booker T. Jones, insoddisfatti dal trattamento loro riservato dalla Stax, lasciarono la società smettendo anche di collaborare.
I rimanenti due musicisti degli M.G. (Duck Dunn e Al Jackson) lavorarono come turnisti in varie registrazioni Stax, facendo sessioni anche altrove.
Verso la metà del 1971 il logo Stax fu leggermente modificato: il colore della mano che schiocca le dita passò da blu a marrone.
In qualità di comproprietario, Bell intraprese un programma ambizioso per fare della Stax non solo una grande casa discografica, ma anche una forza di spicco nella comunità nera. Per la prima volta, molti degli artisti dell'etichetta iniziarono a registrare frequentemente in studi esterni (come gli Ardent Studios di Memphis e gli studi di registrazione a Muscle Shoals in Alabama) e a lavorare con produttori esterni, segnando la fine del suono caratteristico della Stax. Bell creò persino un'etichetta sussidiaria di "comedy music" (musica con testi comici), la Partee Records, che pubblicò album di Richard Pryor e Moms Mabley; tentò di inserirsi nel mercato della musica leggera bianca ingaggiando i Big Star e pubblicando in licenza album di Terry Manning, dei britannici Skin Alley e Lena Zavaroni. Inoltre Bell si impegnò a fondo in varie cause nella comunità afroamericana ed era un caro amico del reverendo Jesse Jackson e un sostenitore finanziario della sua operazione PUSH.
Il 20 agosto 1972 la Stax organizzò un grande concerto, chiamato Wattstax, caratterizzato dalle esibizioni di artisti Stax e dall'umorismo del giovane comico emergente Richard Pryor. Conosciuto come il "Woodstock nero", Wattstax fu presentato dal reverendo Jesse Jackson e attirò una folla di oltre 100.000 persone, la maggior parte afroamericane. Wattstax fu filmato dal regista cinematografico Mel Stuart e un film del concerto fu distribuito nelle sale dalla Columbia Pictures nel febbraio 1973.
In questo periodo lo studio di registrazione Stax veniva di nuovo usato da artisti esterni. Nel luglio e nel dicembre 1973 Elvis Presley registrò tre album alla Stax: Raised on Rock, Good Times e Promised Land, da cui furono estratti 20 singoli di successo per la RCA, l'etichetta con la quale Elvis era sotto contratto dal 1955.

### 1972–1975: declino e fallimento
Nonostante il successo di Wattstax, il futuro di Stax era incerto. Nel 1972 Bell rilevò la restante partecipazione di Stewart nella società e stipulò un accordo di distribuzione con la CBS Records. Il presidente di questa, Clive Davis, vedeva la Stax come un mezzo per entrare completamente nel mercato afroamericano e competere alla pari con la Motown. Bell aveva originariamente proposto alla CBS di acquistare il 50% della società, ma Davis ne discusse con l'ufficio legale della CBS e, per evitare problemi con la legge antitrust, elaborarono un accordo di distribuzione nazionale. Davis fu però licenziato dalla società poco dopo aver firmato l'accordo di distribuzione con la Stax Senza Davis al timone, la CBS perse molto rapidamente interesse verso la Stax.
L'accordo pose problemi alla Stax perché la distribuzione della CBS fece a meno delle tradizionali rivendite familiari di dischi nella comunità nera, spina dorsale della distribuzione della Stax, e perché la CBS era gelosa dei propri artisti R&B come Earth Wind and Fire, Isley Brothers e Sly & the Family Stone; inoltre, la CBS avrebbe mostrato maggiore attenzione verso la Philadelphia International Records, ugualmente distribuita dalla CBS e divenuta una formidabile concorrente sia di Stax sia di Motown. Quando fu segnalato alla Stax che negozi in città come Chicago e Detroit non riuscivano ad ottenere nuovi dischi Stax nonostante le richieste dei clienti, la Stax tentò di annullare il suo accordo di distribuzione con la CBS. Tuttavia, malgrado la mancanza di interesse della CBS nel promuovere la Stax, si rifiutò di rescindere il contratto, per paura che la Stax si accordasse con una concorrente.
L'ultimo grande successo nelle classifiche per Stax fu "Woman to Woman" nel 1974 di Shirley Brown, che apparve sull'etichetta sussidiaria Truth, gestita da distributori indipendenti. Il successo del singolo ritardò di qualche mese l'inevitabile chiusura della compagnia. Nel 1975 furono chiuse tutte le etichette secondarie, mantenendo solo le etichette Stax e Truth.
Al Bell cercò di evitare il fallimento con prestiti bancari della Union Planters Bank di Memphis. Jim Stewart, non volendo vedere la società morire, tornò a partecipare alla Stax e ipotecò la sua villa di Memphis per fornire all'etichetta capitale per le operazioni correnti. Tuttavia, i funzionari della Union Planters Bank posero rapidamente fine alla linea di credito, facendo perdere a Stewart la casa e il patrimonio. Nel documentario del 2014 Take Me To The River Bell afferma che la struttura del potere bianco della città detestava la presenza di un'azienda nera di tale successo ed era determinata a distruggerla con ogni mezzo necessario, usando i prestiti bancari come scusa.
La Stax/Volt dichiarò bancarotta il 19 dicembre 1975 e fu dichiarata inattiva dal giudice fallimentare federale William B. Leffler il 12 gennaio 1976.

### 1976–1977: Stax nel limbo
Al Bell fu arrestato per frode durante la procedura fallimentare della Stax, ma fu assolto nell'agosto 1976. All'inizio del 1977 la Union Planters vendette la Stax, le sue registrazioni originali e le sue attività editoriali per circa quattro milioni di dollari a una finanziaria. Questa società vendette a sua volta le registrazioni e il marchio stesso "Stax Records" alla Fantasy Records nello stesso anno.
In pratica, ciò significava che la Fantasy possedeva e controllava tutto il materiale Stax registrato dopo il maggio 1968 e la manciata di singoli e album Stax precedenti al maggio 1968 che Atlantic aveva rifiutato di distribuire a livello nazionale negli anni '60 (nessuno dei quali ebbe successo). Fantasy ottenne anche il controllo e la proprietà di tutte le tracce inedite e delle riprese alternative delle registrazioni Stax, comprese quelle registrate prima del maggio 1968, e ottenne il diritto di pubblicare nuove registrazioni con il marchio Stax Records.
L'ex quartier generale di Stax in McLemore avenue fu venduto solo nel 1981, quando la Union Planters lo cedette alla Southside Church of God in Christ per dieci dollari.

### 1978–1981: Stax riprende l'attività
Nell'ottobre 1977 la Fantasy annunciò che avrebbe aperto uffici a Memphis con lo scopo di far rivivere l'etichetta Stax. Il mese successivo la Fantasy nominò David Porter, scrittore e produttore di lunga data della Stax, a capo della rinnovata etichetta, che fu rilanciata nel gennaio 1978. Porter siglò contratti con nuovi artisti, tra cui Fat Larry's Band, Rick Dees e Sho Nuff, ed ex artisti Stax della metà degli anni '70 come Rance Allen, Soul Children e Shirley Brown.
In questa fase la Stax pubblicò oltre venti singoli, di cui nove raggiunsero le classifiche R&B statunitensi. Di gran lunga il più grande successo di quest'epoca fu "Holy Ghost" dei Bar-Kays, arrivato al numero 9 della classifica R&B nel 1978; era una versione remixata e ricantata di un brano che la band aveva registrato per la Stax nel 1975.
Molti dei più noti artisti della Stax erano passati ad altre etichette durante la procedura fallimentare e stavano spesso ottenendo notevoli successi, come i Bar-Kays con la Mercury, Johnnie Taylor con la Columbia ottenendo il primo disco di platino in assoluto con "Disco Lady", Isaac Hayes con la Polydor, e gli Staple Singers e Richard Pryor con la Warner Bros.
Porter lasciò la Stax nel 1979 e le nuove uscite dell'etichetta rallentarono fino a quasi esaurirsi. Alla fine del 1981 l'attività della Stax era essenzialmente la ristampa di materiale registrato tra il 1968 e il 1975 e materiale d'archivio inedito degli anni '60 e '70.

### 1982–2003: Stax come etichetta di ristampa
Per gran parte degli anni '80 e '90, le attività di Stax si sono concentrate esclusivamente sulle riedizioni. Poiché la Atlantic possedeva (e possiede ancora) la maggior parte delle registrazioni master Stax fino a maggio 1968, lo fece ripubblicare dalla compartecipata Rhino Records o concedette in licenza alla Collectables Records.
La Fantasy, nel frattempo, ripubblicò materiale di cui aveva la proprietà, tra cui le registrazioni non master di tutto il catalogo Stax.
Nel 1988 la Fantasy pubblicò l'album di artisti vari Top of the Stax, Vol. 1: I venti più grandi successi. Fu il primo album pubblicato con materiale Stax sia di proprietà di Atlantic che di Fantasy, previo accordo con Atlantic Records. Un secondo volume fu pubblicato dalla Fantasy nel 1991.
Nel 1991 la Atlantic pubblicò The Complete Stax/Volt Singles 1959–1968, un cofanetto di nove compact disc contenente tutti i lati A dell'era Atlantic della Stax. Nel 1993 e 1994 altri due cofanetti furono pubblicati dalla Fantasy per i periodi dal 1968 al 1971 e dal 1971 al 1975.

### 2003-presente: Museo Stax e revival dell'etichetta

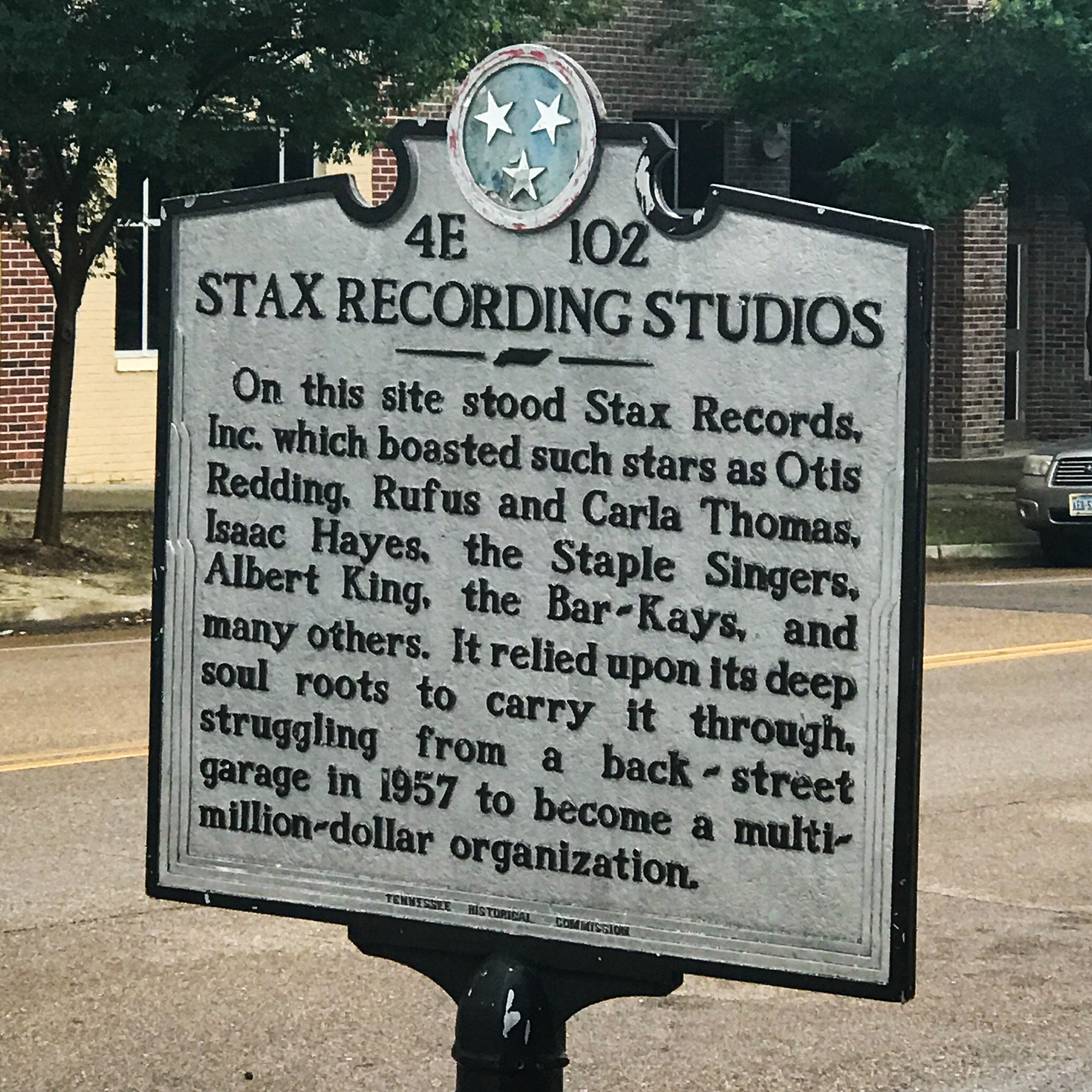
Pannello della Tennessee Historical Commission nel sito originale della Stax Records, ora sede del campus di Stax.

Dopo un decennio di abbandono, la Southside Church of God in Christ demolì lo studio Stax originale nel 1989. Oltre un decennio dopo, lo Stax Museum of American Soul Music, gestito dalla Soulsville Foundation senza scopo di lucro, fu costruito sul sito e inaugurato nel 2003. Replica dell'edificio originale, lo Stax Museum presenta mostre sulla storia di Stax e della musica soul in generale e ospita vari programmi ed eventi della comunità legati alla musica. La Soulsville Foundation gestisce anche la Stax Music Academy e la Soulsville Charter School, tutte parte dello stesso campus in cui fu creata la Stax Records originale.
La Concord Records ha acquistato la Fantasy Group nel 2004 e nel dicembre 2006 annunciò la riattivazione dell'etichetta Stax per nuova musica. Tra i primi artisti ingaggiati per la nuova Stax vi erano Isaac Hayes, Angie Stone e Soulive.
Il rilancio formale avvenne con la pubblicazione, il 13 marzo 2007, di Stax 50th Anniversary Celebration, un cofanetto di 2 CD contenente 50 brani dell'intera storia della Stax Records. Il primo album Stax distribuito dalla Concord di materiale completamente nuovo fu un CD di artisti vari, pubblicato il 27 marzo 2007 e intitolato Interpretations: Celebrating The Music of Earth, Wind & Fire. Soulive è stato il primo artista a pubblicare un album di materiale completamente nuovo con No Place Like Soul, uscito il 10 luglio 2007.